# كارل ديفيز
كارل ديفيز (بالإنجليزية: Karl Davies)‏ هو ممثل بريطاني، ولد في 6 أغسطس 1982 في المملكة المتحدة.

## وصلات خارجية
- كارل ديفيز على موقع IMDb (الإنجليزية)
- كارل ديفيز على موقع قاعدة بيانات الفيلم (الإنجليزية)